# Museu de Manitoba
El Museu de Manitoba — Manitoba Museum (anglès), anteriorment dit Manitoba Museum of Man and Nature) és el museu més gran de Winnipeg, Manitoba, Canadà. Aquest museu va ser dissenyat per Herbert Henry Gatenby Moody de Moody and Moore el 1965. Està centrat en l'home i la natura. Té un planetari i una sala Galeria de la Ciència.

## Col·leccions
Va ser el primer museu canadenc en recrear la vida submarina del mar que hi havia fa 450 milions d'anys durant el període Ordovicià a la Badia de Hudson. A Manitoba hi havia trilobits gegants.
Les galeries interpretatives són: “Història de la Terra”, “Bosc boreal àrtic i subàrtic”, “Nonsuch”, “Hudson's Bay Company”, boscos en parc de pollancres (Aspen parkland), praderies i zones urbanes.
També reflecteix la història i el medi ambient de la província de Manitoba des dels ambients àrtics del seu nord fins a les praderies del sud de la província. En particular el museu és conegut per recrear un carrer de Winnipeg a la dècada de 1920.
Conserva un bot Halkett fet al segle XIX amb recobriment de cautxú natural.
Té una reconstrucció del vaixell Nonsuch, el qual en un viatge de l'any 1668 va portar a la fundació de la Hudson's Bay Company.

## Imatges

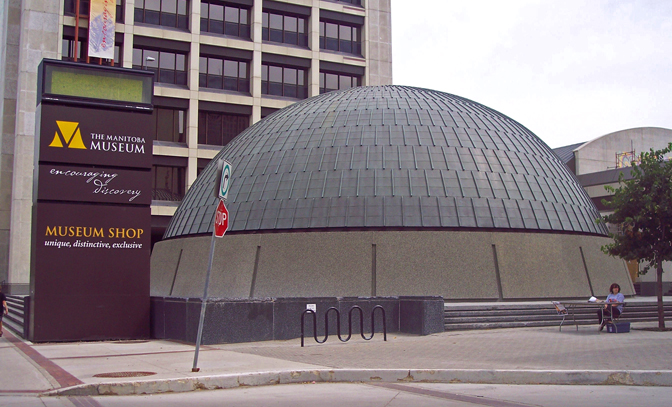
Planetari del Manitoba Museum
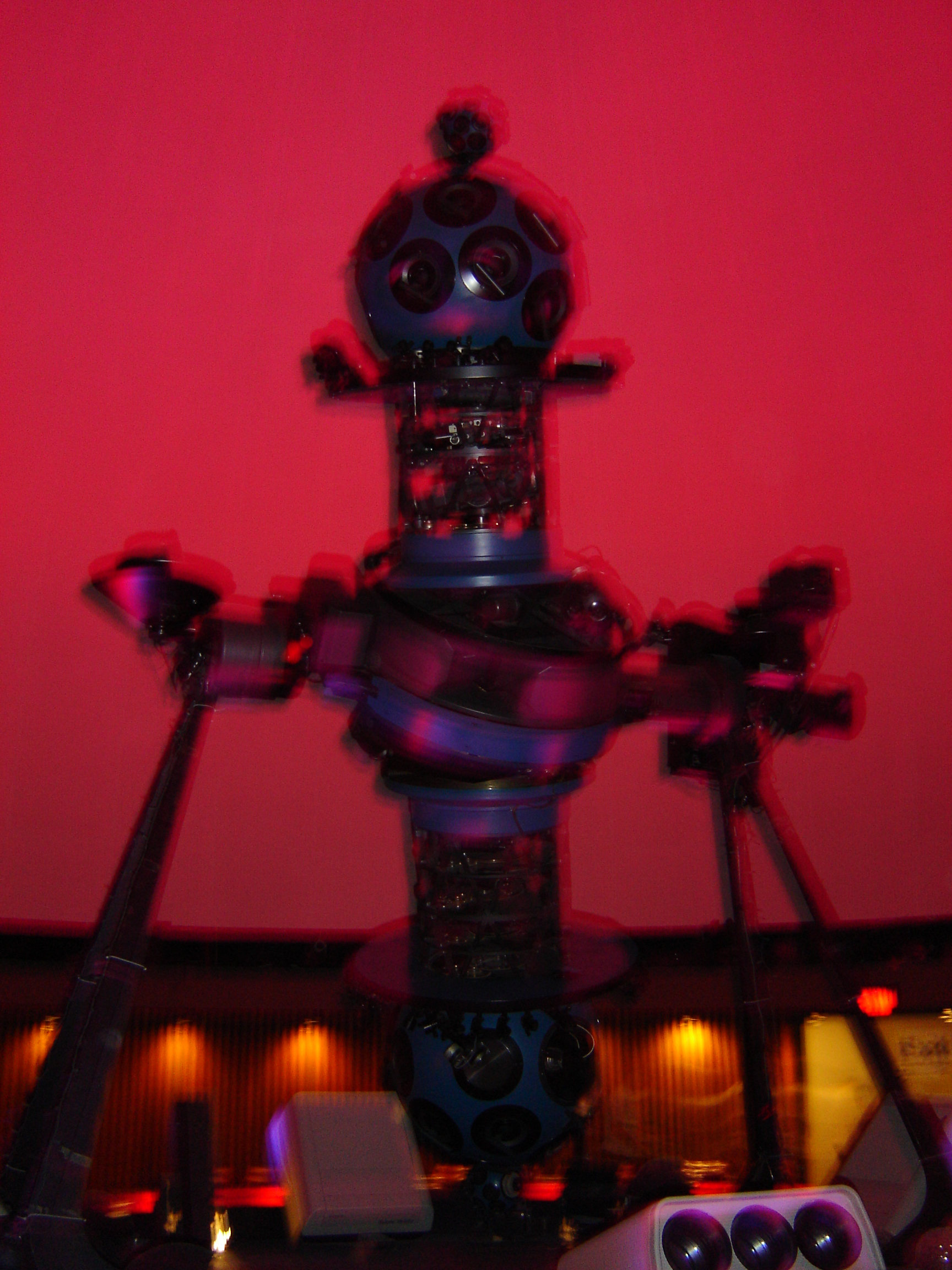
Projector optomecànic Zeiss Mark 5